# 제임스저빌
제임스저빌(Gerbillus jamesi)은 황무지쥐아과에 속하는 설치류의 일종이다. 주로 튀니지에 분포한다.

## 특징
꼬리 길이 105mm를 제외한 몸길이가 79mm인 작은 설치류로 발 길이는 23.6mm, 귀 길이는 14.8mm이다. 털은 아주 가늘고 부드러우며 상당히 길다.

## 분포 및 서식지
튀니지 동부 해안을 따라 부피차와 엔피다빌 사이 지역에서 암컷 표본 1점만이 발견되었다.